# Rhinolophus clivosus
Rhinolophus clivosus is een vleermuis uit de familie der hoefijzerneuzen (Rhinolophidae). Het dier wordt in het Afrikaans "Geoffroy's saalneusvlermuis" genoemd.

## Algemeen
Deze vleermuizen leven in koloniën, bestaande uit tot 10.000 dieren. Vlak na zonsondergang komen ze naar buiten waar ze zich oriënteren door middel van echolocatie. Als ze eten zoeken ze een boom op waaraan ze gaan hangen met hun vlerken om zich heen geslagen. Dan vouwen ze hun staart over hun achterste wat dan dient als waterafvoer zodat de vacht van de vleermuis droog blijft. Net als andere vleermuizen draagt Rhinolophus clivosus haar jong tijdens het zogen.

## Verspreidingsgebied
Rhinolophus clivosus komt voor in de woestijnen, mediterrane struikgebieden, bossen en grotten van Afrika (met uitzondering van Noordwest- en West-Afrika) en Zuid-Arabië.